# Ljudska univerza Ajdovščina
Ljudska univerza Ajdovščina je ljudska univerza – izobraževalno, informacijsko in svetovalno središče za izobraževanje odraslih – s sedežem na Stritarjevi ulici 1a (Ajdovščina); ustanovljena je bila leta 1959. 